# Elbella
Genre
Elbella est un genre de lépidoptères de la famille des Hesperiidae, de la sous-famille des Pyrginae et de la tribu des Pyrrhopygini.

## Dénomination
Le genre Elbella a été nommé par William Harry Evans en 1951.

## Sous-espèces
- Elbella adonis (Bell, 1931); présent en Argentine, au Paraguay et au Brésil
- Elbella azeta (Hewitson, [1866]); présent au Guatemala, à Panama, au Pérou et au Brésil.
- Elbella biscuspis de Jong, 1983; présent au Surinam.
- Elbella blanda Evans, 1951); présent au Pérou.
- Elbella dulcinea (Plötz, 1879); présent en Colombie
- Elbella etna Evans, 1951; présent en Bolivie, en Argentine, au Pérou et au Brésil
- Elbella hegesippe (Mabille & Boullet, 1908)
- Elbella intersecta (Herrich-Schäffer, 1869); présent au Venezuela, au Brésil et au Pérou.
- Elbella iphinous (Latreille, [1924]); présent au Brésil
- Elbella lamprus (Hopffer, 1874); présent en Argentine, au Paraguay et au Brésil
- Elbella lustra Evans, 1951; présent en Colombie
- Elbella luteizona (Mabille, 1877); présent au Brésil
- Elbella madeira Mielke, 1995; présent au Brésil
- Elbella mariae (Bell, 1931); présent au Brésil
- Elbella merops (Bell, 1934); présent en Colombie
- Elbella miodesmiata (Röber, 1925); présent au Mexique et en Colombie
- Elbella patrobas (Hewitson, 1857); présent au Mexique, à Panama, en Colombie, au Pérou et au Brésil.
- Elbella patroclus (Plötz, 1879); présent en Colombie, en Bolivie, en Équateur, en Argentine et au Pérou
- Elbella rondonia Mielke, 1995; présent au Brésil
- Elbella scylla (Ménétriés, 1855); présent au Mexique, en Colombie, en Bolivie et au Pérou.
- Elbella theseus (Bell, 1934); présent au Brésil
- Elbella viriditas (Skinner, 1920); présent en Bolivie, au Paraguay et au Brésil[1].